# Carin Holmquist
Carin Holmquist, född 1948 i Danderyd, är en svensk företagsekonom och professor.
Holmquist disputerade i företagsekonomi vid Umeå universitet 1980, på en avhandling om styrning av statliga företag.  
Hon studerade under 1980-talet ekonomisk brottslighet som forskare på BRÅ och antogs 1986 som docent vid Umeå universitet. Hon är känd för sin forskning om kvinnors företagande och entreprenörskap tillsammans med Elisabeth Sundin, ett område inom vilket hon är internationellt ledande. Hon utsågs 1997 till professor vid Handelshögskolan i Umeå. 
Hon var från 2001 fram till pensioneringen innehavare av Familjen Stefan Perssons professur i företagsekonomi med särskild inriktning mot entreprenörskap och affärsskapande vid Handelshögskolan i Stockholm och chef för Center för entreprenörskap och affärsskapande, ett forskningscentrum under Stockholm School of Economics Institute for Research (SIR, tidigare Ekonomiska forskningsinstitutet, EFI) vid samma högskola. Holmquist är ledamot av flera styrelser inom universitetsvärlden, näringslivet och den offentliga sektorn. 2011-2012 var hon en av de svenska delegaterna i det av Hillary Clinton grundade International Council on Women's Business Leadership (ICWBL).

## Publikationer i urval
- Carin Holmquist och Elisabeth Sundin (2015). 25 år med kvinnors företagande - Från osynligt till drivkraft för tillväxt
- Carin Holmquist och Elisabeth Sundin (red.) (2002). Företagerskan - Om kvinnor och entreprenörskap. Stockholm: SNS.
- Elisabeth Sundin och Carin Holmquist (1989). Kvinnor som företagare - Osynlighet, mångfald, anpassning. Malmö: Liber.